# Lac Henrys
Le lac Henrys est un lac de l'Idaho, aux États-Unis, situé dans le comté de Fremont.